# Innovación educativa
La innovación educativa es la incorporación sistemática y planificada de prácticas transformadoras, orientadas a mejorar los procesos de enseñanza y aprendizaje.

## Definición de innovación educativa
El concepto de innovación suele asociarse de manera general con cambios y mejoras. En el ámbito educacional, la innovación se puede entender de dos maneras: como la adopción  e introducción en la escuela de algo que ya existe por fuera de ella o en el interior de la escuela, como producto o respuesta a la solución de un problema determinado o de una necesidad interna (Ramírez, 2012). De aquí, se desprende que la innovación es la incorporación de algo nuevo dentro de una realidad existente dónde esta última resulta modificada. Al respecto, Gros Salvat define a la innovación como el proceso de creación de conocimientos, productos y procesos nuevos, el cual conforma una parte esencial del trabajo de las organizaciones ya que es un valor imprescindible para la sociedad del siglo XXI.
Seien-Echaluce, sostiene que una innovación educativa conlleva cambios en el aprendizaje que produzcan mejoras en los resultados de aprendizaje. Para que sea considerada innovación así mismo, el proceso debe responder a necesidades, debe ser eficaz, eficiente, sostenible en el tiempo y sus resultados, transferibles más allá del contexto donde hayan surgido.
Jaume Carbonell entiende a la Innovación Educativa como un"...conjunto de ideas, procesos y estrategias, más o menos sistematizados, mediante los cuales se trata de introducir y provocar cambios en las prácticas educativas vigentes. La innovación no es una actividad puntual sino un proceso, un largo viaje o trayecto que se detiene a contemplar la vida en las aulas, la organización de los centros, la dinámica de la comunidad educativa y la cultura profesional del profesorado. Su propósito es alterar la realidad vigente, modificando concepciones y actitudes, alterando métodos e intervenciones y mejorando o transformando, según los casos, los procesos de enseñanza y aprendizaje. La innovación, por tanto, va asociada al cambio y tiene un componente –explícito u oculto– ideológico, cognitivo, ético y afectivo. Porque la innovación apela a la subjetividad del sujeto y al desarrollo de su individualidad, así como a las relaciones teoría práctica inherentes al acto educativo..." (Cañal de León, 2002: 11-12),
Gairín Sallán ha propuesto que las innovaciones que debemos potenciar son las que plantean el cambio con una mejora, y lo orientan a producir transformaciones reales con incidencia en los procesos de enseñanza-aprendizaje. Innovar no es solo generar cambios en la práctica docente, sino, sobre todo, cambiar los valores, las creencias, y las ideas que fundamentan a acción del profesorado y del alumnado. Suponen, por tanto, un cambio de mentalidad. En este sentido, manifiesta "...De ahí que hoy en día se vuelva a insistir en que los procesos de mejora se basan en la mejora de los procesos didácticos en un trabajo colaborativo y mediante el desarrollo de nuevas competencias profesionales individuales, y, solo en segundo lugar, si esas nuevas prácticas de enseñanza lo requieren, en cambios organizativos."
La innovación o el cambio educativo responden a un enfoque pedagógico y metodológico. Esta aparente obviedad pone en evidencia dos cuestiones que suelen confundirse: no debe centrarse en los recursos por más útiles y atractivos que sean y que asumirá la adquisición de aprendizajes significativos.
Según Mónica Edwards, para que el cambio sea innovación, debe de ser consciente y deseado, sistematizado, planeado, producto de un proceso, con fases establecidas, con un marco temporal de referencia y con un seguimiento y evaluación determinados.
Una innovación debe partir del conocimiento, de las propias necesidades, del alumnado o del centro, para que los cambios generen verdaderas transformaciones (es decir, no innovar en lo innecesario, sino en lo que repercute). El profesorado es la pieza clave en los procesos de innovación, pero necesita una formación básica y específica, sobre todo en técnicas y estrategias para realizar innovaciones curriculares.
Para Jesús Salinas Ibáñez, innovación no siempre es sinónimo de investigación. "En efecto, la innovación se refleja en acciones que producen cambios en las prácticas, implicando, pues, transformación de las prácticas educativas. Se trata de un proceso intencional y planeado, que se sustenta en la teoría y en la reflexión y que responde a las necesidades de transformación de las prácticas para un mejor logro de los objetivos de éstas. En la investigación, la respuesta al problema implica generación de conocimiento (teorías, modelos, ideas, materiales…). Desde esta perspectiva, la investigación educativa se nos presenta como la forma natural y deseable de llegar a la innovación (transformación de las prácticas). La innovación se sustenta en la investigación, pero no todo proceso de investigación culmina necesariamente en una innovación educativa."
Por su parte, Axel Rivas propone una definición que coloca al estudiante como el principal objetivo de la innovación educativa, de modo que para el autor es “como una fuerza vital, presente en escuelas, educadores, proyectos y políticas, que es capaz de reconocer las limitaciones de la matriz educativa tradicional y alterarla para el beneficio de los derechos de aprendizaje del siglo XXI de nuestros alumnos. Expresado en otros términos, innovar es alterar los elementos de un orden escolar que apagan o limitan el deseo de aprender de los alumnos”. Esta definición supone el cambio en algunos elementos de la escuela tradicional para construir en los alumnos la capacidad de actuar y transformar su destino de manera autónoma.

## Innovación educativa y nuevas tecnologías
La introducción de las TICs en el ámbito educativo ha dado un nuevo impulso a la pedagogía, estimulando al sistema escolar en la búsqueda de nuevos caminos para aprender. Sin embargo, como señalan Correa y de Pablos, “aunque las ventajas y posibilidades de las TICs son muchas, también hay que considerar que la rentabilidad que se le puede sacar a la tecnología en el ámbito de la educación formal o de libre elección choca precisamente con las limitaciones que imponen a su uso, modelos de enseñanza tradicionales excesivamente centrados en el profesor, en su papel y protagonismo en las aulas en el proceso de adquisición del conocimiento”.
Los procesos de innovación educativa no son muebles de una sola pata y requieren de cambios más profundos que la sola introducción tecnológica. Sancho (2005) y McClintock (2000) señalan que los entornos de aprendizaje centrados en el docente casan mal con el uso de las computadoras, pensadas para realizar tareas diversas de tratamiento de la información. “A similares conclusiones han llegado diferentes investigadores tras identificar y analizar las áreas curriculares, los niveles, las filosofías de la educación, las culturas y otros factores contextuales que aseguran las condiciones para una integración con éxito de la nueva tecnología educativa (Dede, 2000; Gordin y Pea, 1997; Kozma, 2003; Linn, 1997; Riel, 2000; Scardanalia y Bereiter, 1991; Vanderbilt, 1997), señalando que el cambio educativo esperado no solo depende de la tecnología digital, sino de la modificación de los roles de los docentes y los alumnos, y de las relaciones entre ellos, la información y la experiencia”
Para no caer en una "modernización conservadora", según Shomeck, el dilema se plantea entre dos opciones: apostar por lo que ha denominado "e-musculating (musculación electrónica del profesorado) dotarle de los recursos tecnológicos para que haga mejor, más rápido y más eficazmente lo que ha estado haciendo (más enseñanza tradicional, transmisiva) o apostar por otro modelo de desarrollo profesional más creativo, reflexivo y crítico”.

## Factores resistentes y factores habilitantes para  la innovación educativa
Factores que dificultan la innovación educativa:
En marzo de 2016 la Unesco, en "INNOVACIÓN EDUCATIVA Serie “Herramientas de apoyo para el trabajo docente”, realiza una enumeración de los factores que dificultan la innovación educativa al establecer: "Las escuelas se adaptarán de formas que requieran pocos o ningún cambio. La fuerza del statu quo –sus principios, su visión, su patrón de relaciones de poder, su sentido de la tradición y, por lo tanto, lo que parece correcto, natural y adecuado– casi descarta automáticamente las posibilidades de cambio en este", por lo que concluye que el pensamiento conservador es el que impediría la innovación.
A su vez, "Las dinámicas de cambio –ambigüedad, falta de certeza, incertidumbre y la complejidad de metas– provocan y exacerban tales interacciones intensificadas. En esencia, el poder y las políticas afectan dramáticamente e incluso determinan todas las dimensiones claves del cambio y la innovación en las organizaciones. Reflejan típicamente el fuerte apoyo de unos y la férrea oposición de los otros. Los intereses de ambos grupos están en juego, y cada truco y recurso será empleado para provocar o para oponerse con éxito a la innovación" (Mangham, 1979: 133).
En forma coincidente concluye que, en las organizaciones tradicionales, el cambio suele ser una imposición jerárquica, de arriba abajo, y ese es uno de los factores que retrasan la innovación.
Otros factores que dificultan la innovación educativa son:
- cuerpos directivos conservadores que se resisten a prácticas innovadoras;
- docentes que tienen dificultades para llevar a cabo un proceso de análisis de sus prácticas, discernir las tensiones existentes y proponer alternativas de solución;
- falta de planificación y coordinación entre todos los actores para la puesta en práctica de las innovaciones;
- escaso presupuesto para la investigación e innovación;
- condición del trabajo, predominantemente individual;
- falta de tiempo para cumplir con el programa de estudios;[21]
- falta de recursos institucionales para la innovación o la creación de ambientes de aprendizaje innovadores.[22]

Factores habilitantes para la innovación educativa:
En este sentido, pueden enumerarse los factores que promueven la innovación, a saber:
- la existencia de coordinación entre los distintos sectores del centro educativo. Es un factor habilitante cuando las innovaciones se consideran muy necesarias, pues aporta soluciones a problemas existentes,
- habilitar al cuerpo docente a que brinde sus aportes en función de las reflexiones realizadas en sus prácticas educativas;
- existencia de un cuerpo directivo que habilite el diálogo entre los integrantes de la comunidad y que sepa comprometerlos en el proceso de cambio;
- disponibilidad de los recursos necesarios.

## Papel del docente en la innovación
Con respecto al rol docente en la innovación tecnológica, Juana Sancho (1994) distingue dos posturas extremas en torno a las que se suelen alinear los profesionales de la educación: tecnofilia y tecnofobia. La primera plantea el profundo convencimiento de que los artefactos electrónicos de última generación son la solución a todos los problemas pedagógicos; por ello, en las escuelas bien dotadas de tecnologías cuyos docentes tienen una adecuada formación y con alumnos motivados, los aprendizajes se realizarían de forma cuasi mágica. En el otro extremo, la tecnofobia rechaza el cambio y la innovación por considerarla «deshumanizadora». En algunos casos, los tecnófobos acceden tímidamente al uso de tecnologías antiguas por la tradición de su uso en el ambiente escolar.
Esta antinomia es de larga data, pudiéndose rastrear incluso desde Sócrates y la oposición al uso de la escritura, o incluso posteriormente el recelo para aprovechar el invento de Gutenberg y utilizar libros impresos en clase. Para el siglo XX, el surgimiento de nuevas tecnologías trajo nuevas disyuntivas: En los años ´50 con la Educación a distancia, en los ´60 con la Enseñanza Asistida por Ordenador (EAO), el cine y la radio en los ´70, la computadora de los ´80, el aprendizaje electrónico y la web de los ´90. Sin número de estudios bogaban por una u otra postura pero, con el tiempo y las experiencias que resultaron de la práctica, hoy en día se reconoce que "ambas perspectivas tienen en común no reconocer la naturaleza del problema que pretenden resolver mediante su actuación, lo que las sitúa en una posición desde la que les resulta difícil dar respuesta a la problemática de la educación escolar". 
Según De la Torre, la formación del profesorado tiene una gran repercusión en toda la educación, ya que los y las docentes son agentes de cambio, y no se producirá ningún cambio en la enseñanza sin la participación del cuerpo docente. Este autor dice que la formación del profesorado debería tener en cuenta una serie de aspectos:
- que tengan una formación científica y pedagógica a la vez (los docentes de educación secundaria tienen menor formación pedagógica de la que debieran tener);
- que tengan una combinación de teoría y práctica;
- que tengan una formación que le permitan reflexionar sobre su práctica docente, tratando de buscar mejoras en su forma de enseñanza;
- que aprendan a trabajar en equipo y que adquiera la “cultura de la colaboración” que en educación infantil está sumamente arraigada, que en educación primaria está menos arraigada, y en educación secundaria está casi desaparecida.

La Organización para la Cooperación Económica y el Desarrollo ha planteado la necesidad de promover un aprendizaje eficaz de los profesores en el siglo XXI para que puedan ser investigadores e innovadores en su práctica educativa. El profesorado debe promover el desarrollo de investigaciones; aprender contenidos de investigación, desarrollar habilidades, indagar, involucrarse en resultados.
Esto implica un redefinición de la identidad del docente (que va más allá de ser competente en lo atribuido a su rol y le exige disponer de competencias relacionadas con el campo de la investigación, sea indagación, metodología, investigación o comunicación), proceso que, a su vez, implica la transición de la centralización de la práctica pedagógica en el docente a una práctica más centrada en el estudiante.
La innovación educativa debe basarse en prácticas fundamentadas y, a su vez, ser evaluada por la investigación para seguir generando conocimiento en este campo. A largo plazo, ayuda a la perdurabilidad de la propuesta en el tiempo (la idea de ser sostenible) y al trabajo en forma comunitaria entre los docentes (trabajo colaborativo). Debe propiciar aprendizajes entre los alumnos y también entre sus docentes, generando una comunidad profesional de aprendizaje. Recién ahí se puede decir que la propuesta educativa de cambio es eficaz. 
El profesorado debe promover, entonces, el desarrollo de una cultura colaborativa, donde los docentes sean conscientes de la importancia del trabajo conjunto fundamentalmente en el diseño de propuestas pedagógicas que puedan mejorar su práctica; cultura que, si trasciende de lo institucional, además puede enfocarse en dinámicas regionales, gracias a la mediación que hoy en día pueden promover el uso de las TICs. 

## Fases del proceso innovador
De acuerdo con Rivas (2007), antes de empezar con la innovación educativa es necesario tener en cuenta los fines de la educación. Así, el autor plantea una serie de preguntas orientadas a su redefinición. Entre esos interrogantes se encuentran: “¿Qué aprendizajes queremos lograr en nuestros alumnos? ¿Qué aprendizajes harán que todos quieran llegar y quedarse hasta el final de la escuela secundaria? ¿Quién y cómo debe definirlo? ¿Cuáles son las fuentes de legitimidad de eso que hay que aprender? ¿Qué tanto hay que cambiar de lo que vienen enseñando las escuelas o de lo que se supone deben enseñar? ¿Cómo se actualizará lo que hay que aprender?”
Por su parte, según Salinas (2008), la innovación educativa sigue las mismas etapas que todo proceso de innovación. Estas son: sistematización, formalización, seguimiento y evaluación. Curry (2002), quien ha estudiado el proceso de cambio en las organizaciones, distingue tres etapas fundamentales: 1) Movilización, por la que el sistema es preparado para el cambio; 2) Implantación, en la cual el cambio es introducido y 3) Institucionalización, cuando el sistema se estabiliza en la nueva situación.
De la Torre, por su parte, diferencia tres fases:
- fase uno: planteamiento inicial. En esta fase se estructuran las actuaciones que se van a llevar a cabo mediante el consenso. El motor inicial del proceso de innovación es el desajuste entre lo que se tiene y lo que se desea. Tras concienciarnos del problema, se confrontan situaciones y se va llegando a un acuerdo que nos lleve al diseño de un plan de actuación. Dicho diseño se difunde a todos los usuarios (en este caso, el profesorado que lo va a llevar a la práctica) para su implementación;

- fase dos: implementación. Es la fase en la que se aplica y se pone en práctica el diseño elaborado anteriormente. Es en esta implementación donde van apareciendo problemas que se han de ir resolviendo sobre la marcha para que la innovación llegue al fin que perseguía;

- fase tres: evaluación. En esta fase se analizan y se valoran los resultados de la innovación, y, sobre todo, el grado se consolidación del cambio para poder ir avanzando. Para ello, se diseña un plan de evaluación donde se concreten los métodos, las técnicas, y los instrumentos de medida. Posteriormente, se recogen los datos, se analizan, se interpretan y se difunden los resultados. En dicha interpretación, se tienen en cuenta variables del tipo “implicación del profesorado”, “existencia de recursos económicos suficientes” o “si se ha recibido asesoramiento externo experto y especializado”, entre otras.

## Modelos de prácticas innovadoras
Se ofrecen a la sociedad globalizada, algunas propuestas que implican una respuesta a las necesidades de un individuo.
Entre ellas:
- aulas abiertas. Debido al trabajo de las familias, se abren las aulas para que los niños en horario extraescolar realicen actividades de teatro, danza, informática, deporte, inglés, entre otros;
- aulas de enlaces. Los niños extranjeros puedan aprender la lengua materna del país de destino (en el caso de España, sería el castellano), y compartir con otros compañeros y compañeras otras actividades que no implican dominio de dicho código;
- programas de enriquecimiento educativo. Demandas de familias de niños de altas capacidades intelectuales para trabajar las habilidades sociales, la creatividad y profundizar temas de interés;
- la Universidad Abierta de Cataluña, desde el año 1995, implementa un proceso de innovación, con la meta de generar transferencia de contenidos. En este caso, se destacan los ámbitos en los cuales se focaliza el proceso innovador: aprendizaje inmersivo (exploración a través de entornos virtuales) y colaborativo; evaluación de competencias y exploración de nuevos formatos y canales;
- Graduate XXI propone recursos y experiencias para la deserción escolar en América Latina;
- el Programa Self Organizing Learning Environments (SOLE) propone la creación de entornos de aprendizajes donde los estudiantes se organizan para aprender. La propuesta de SOLE implica una metodología por la cual los maestros cumplen la función de guiar y observar lo que sucede en la sesión, mientras los niños inician por decisión propia la búsqueda y exploración de nuevos conceptos. El creador de este programa es Sugata Mitra, quien ha llevado adelante diferentes experiencias en el campo de la innovación educativa.